# Christian Reif
Christian Reif, född den 24 oktober 1984 i Speyer, är en tysk friidrottare som tävlar i längdhopp.
Reifs genombrott kom vid VM 2007 i Osaka där han i kvaltävlingen noterade ett nytt personligt rekord på 8,19 meter. Väl i finalen lyckades han inte lika bra hans 7,95 meter räckte bara till en nionde plats. Han deltog varken vid Olympiska sommarspelen 2008 eller vid VM 2009. 
Däremot deltog han vid EM 2010 då han fick till ett jättehopp på 8,47 meter i godkänd vind. Hoppet som inte bara var personligt rekord var även mästerskapsrekord och han slog därmed Robert Emmiyan mästerskapsrekord från 1986.

## Personliga rekord
- Längdhopp - 8,47 meter från 2010